# Curaçaose muziek
Curaçaose muziek kenmerkt zich door de simadan/seú, tumba, tambú en ka'i (kaha di) orgelmuziek. Het staat ook bekend om de walsen, mazurka's en danza's.

## Simadan
Simadan is van oudsher afkomstig van het eiland Bonaire. Op het eiland Curaçao wordt deze muziek ook wel seú genoemd. Doordat vele Bonairianen en Curaçaoënaars familiebanden hebben en door immigratie (doordat de eilanden relatief kort bij elkaar liggen), zijn de muziekstijlen van de simadan/seú van beide eilanden verweven met elkaar.
Simadan wordt voornamelijk gespeeld tijdens het jaarlijkse oogstfeest, seú genaamd. Dit feest, met als hoogtepunt een optocht, wordt gevierd op tweede paasdag. Deze optochten vinden plaats in het westen van het eiland Curaçao en in de wijk Otrobanda, gelegen nabij het centrum. Deelnemers aan de optocht maken muziek met gereedschappen gemaakt van werktuigen die op de plantages werden gebruikt. De teksten die gezongen worden komen oorspronkelijk van de plantages uit de koloniale periode.

## Tumba
Tumba is de meest oorspronkelijke muzieksoort van de ABC-eilanden. De muziek wordt in tweekwartsmaat geschreven. Tumba kent zijn oorsprong uit Afrika. 
Tumba-muziek wordt voornamelijk gemaakt op de eilanden Curaçao en Bonaire, enkele weken voor en tijdens carnaval. Een belangrijk festival voor de tumbaliefhebber is het tumbafestival. Dit festival wordt gehouden enkele weken voor carnaval in het Curaçao festival center. De winnaar van dit festival wordt bekroond met de titel koning of koningin.

## Tambú

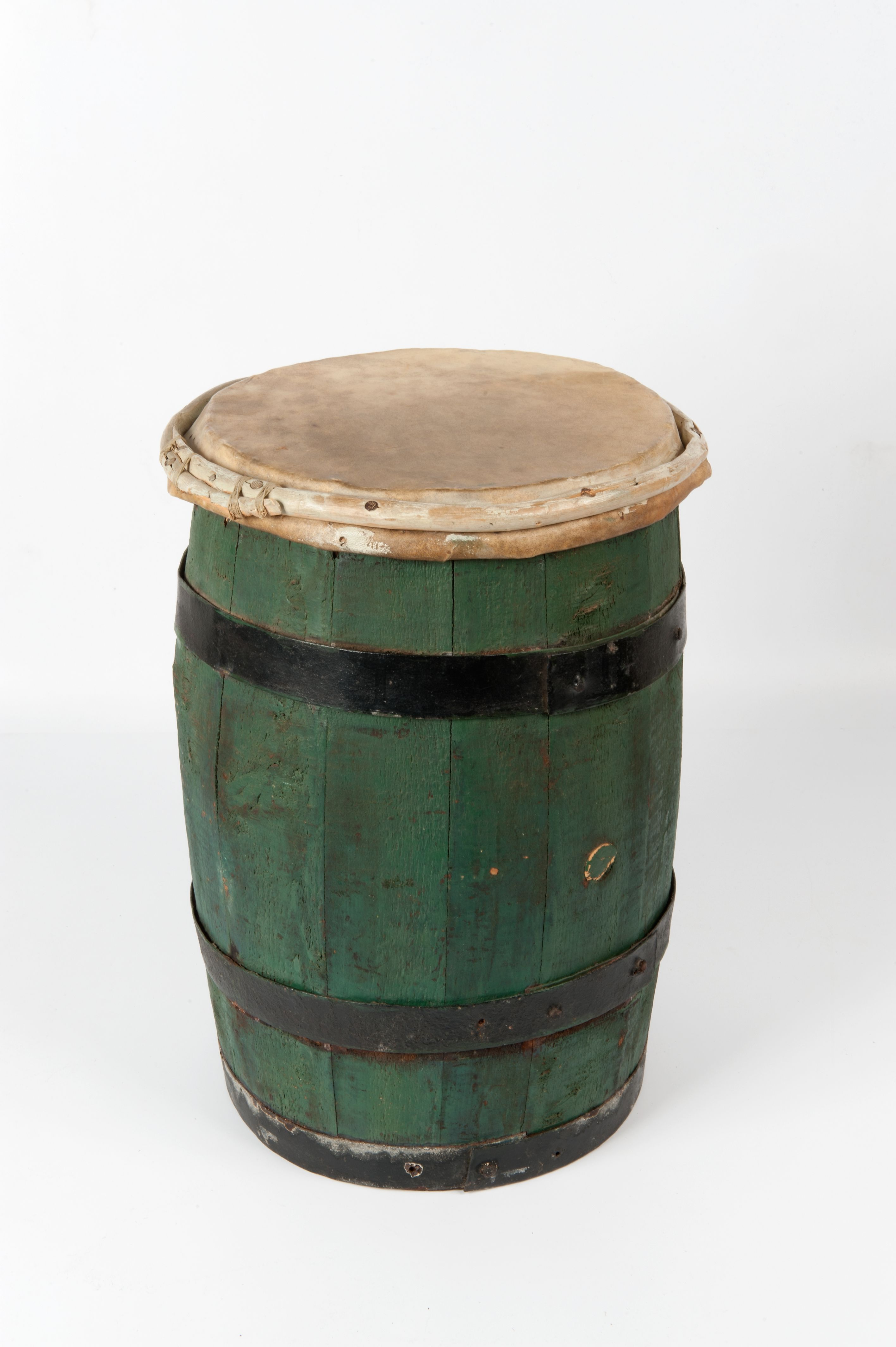
Tambú

Tambú betekent letterlijk trom. In bredere zin betekent het ook dans, feest of de muzieksoort. Tambú-muziek wordt voornamelijk gespeeld rond de jaarwisseling.
De tambú heeft enkele functies. Zo hebben  de tambúliederen een kern van protest en emotionele uiting.  Tambúliederen worden voornamelijk gespeeld tijdens de jaarwisseling waarbij het afgelopen jaar de politiek alsmede sociale ongelijkheid kritisch bezongen worden.
De tambú wordt gespeeld met de eenvellige tambútrom en de heru, een ijzeren idiofoon. Omstaanders vullen de muziek aan met handgeklap en hielgestamp. Het meest dominante instrument is de zang, die gebeurtenissen van het afgelopen jaar bezingt. 
Van origine is de tambú Afrikaanse muziek. Slaven brachten deze muziek mee vanuit Afrika naar de Curaçaose plantages. Door de slavenonderdrukking kreeg de tambúmuziek op Curaçao een karakter van protest. Omdat de kolonisator ten tijde van de slavernij in tambú een bedreiging zag die tot slavenopstanden zou kunnen leiden, werd tambúmuziek en de tambúdans in 1936 verboden. In 1952 werd het verbod weer opgeheven.

## Ka'i orgel-muziek

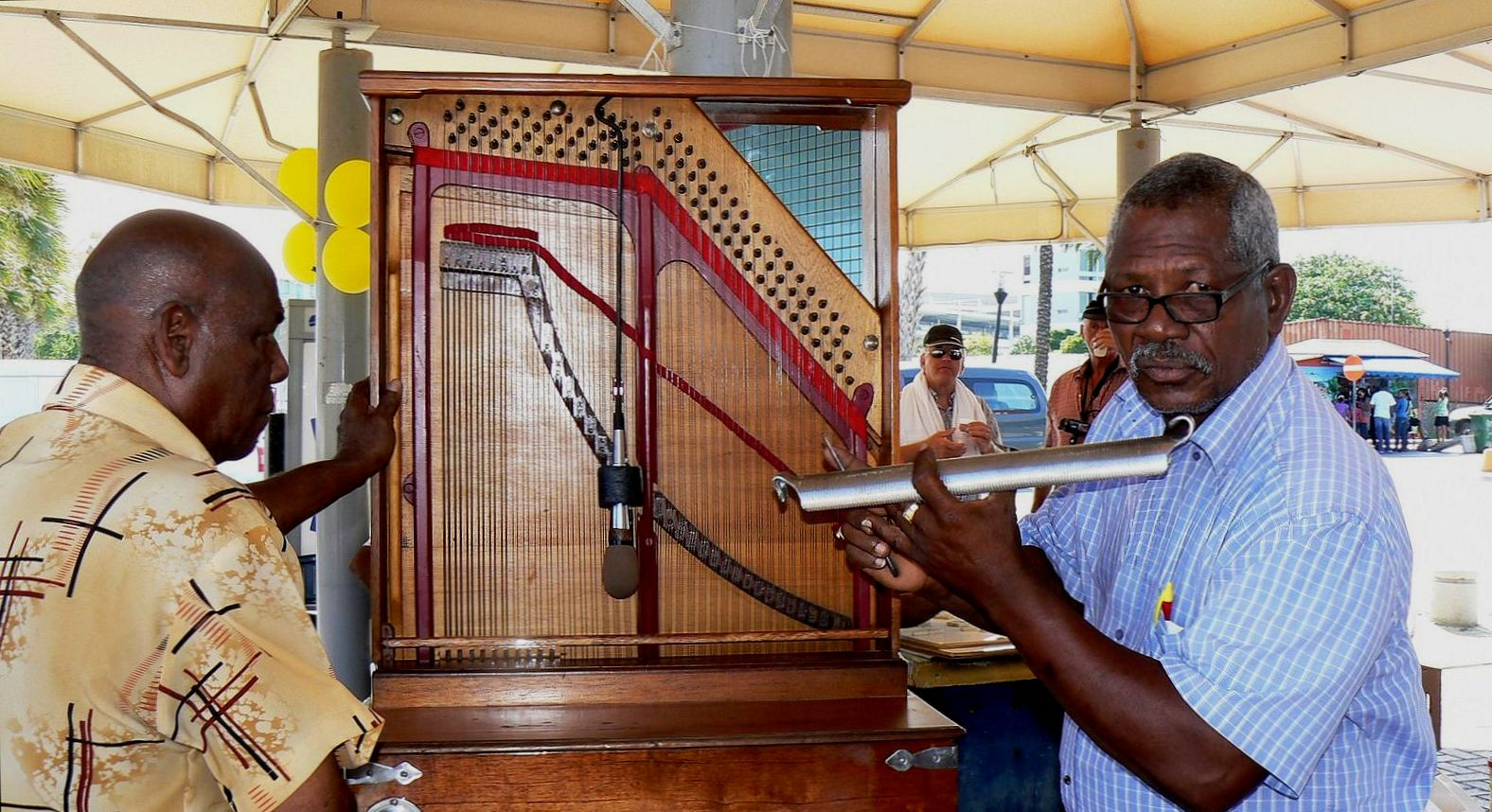

De ka'i (kaha di) orgel-muziek stamt ook uit de koloniale periode en is een voorbeeld van creolisering van westerse muziek. Deze muziek wordt gespeeld op een orgel dat met een slinger bediend wordt, vergelijkbaar met een Nederlands draaiorgel. De muziek wordt vaak ondersteund door een wiri, een ijzerwerk dat een raspstructuur heeft. Als rasp dient een klein ijzervoorwerp. Vaak wordt een bestekmes gebruikt om het effect optimaal (een ijzer-op-ijzer-geluid) te laten klinken.
Het verhaal gaat dat de oorsprong van het ka'i orgel stamt uit de periode dat de Nederlandse kolonisators draaiorgels naar Curaçao brachten. Vaak werden deze orgels door transport, de hitte, vocht en stof danig beschadigd dat ze werden afgedankt. De slaven namen de orgels ter hand en maakten er hun eigen versies van, met als resultaat een nieuw geluid dat een sneller ritme en hogere tonen had.
Serapio Pinedo heeft tijdens zijn leven 63 orgels gebouwd. In 2016 opende hij op 93-jarige leeftijd het Museum di Ka’i Orgel in zijn voormalige woonhuis in Leliënberg. 